# Multi Theft Auto
Pour les articles homonymes, voir MTA.
 (mars 2013).
Si vous disposez d'ouvrages ou d'articles de référence ou si vous connaissez des sites web de qualité traitant du thème abordé ici, merci de compléter l'article en donnant les références utiles à sa vérifiabilité et en les liant à la section « Notes et références ».
Multi Theft Auto est un mod multijoueur du jeu vidéo Grand Theft Auto: San Andreas. Il permet de jouer en ligne sur PC, bien qu'à l'origine il soit joué seul ou à deux. Les joueurs ont alors une multitude de serveurs proposés.

## Modes de jeu
- Race : le plus répandu des modes de jeu que propose MTA. Ce mode est uniquement jouable en véhicules, impossible de sortir de ceux-ci. L'objectif étant de faire exploser le véhicule des adversaires (Map DD : Destruction Derby), soit d'arriver au bout de la [Map]DM (Deathmatch) pour obtenir le Hunter (hélicoptère armé). D'autres maps sont plutôt fun (une map est une carte créée par les joueurs grâce à l'éditeur de cartes de MTA)
- Stealth : mode ressemblant au principe de Counter Strike, mais ici c'est l'équipe bleue contre l'équipe rouge.
- Freeroam : souvent sous forme de RPG géant sur la carte de Grand Theft Auto: San Andreas. Devenez le plus riche et le plus populaire du jeu.
- Fallout : Vous tombez et mourrez si vous n'êtes pas assez agile.
- Deatmatch : promenez-vous sur la carte de GTA et tuer le plus de monde possible pour être le meilleur tueur en série.
- Stunt : le plaisir de faire des dérapages et des sauts avec ses amis en ligne sur la carte de GTA.
- RolePlay : Le fait d'incarner un personnage comme dans la vraie vie, avoir un métier, une voiture, une maison, etc.

## Versions
Multi Theft Auto a été créé en 2002 pour GTA 3, sous le nom de GTA3:AM, AM siginifiant Another Multiplayer (« Autre Multijoueur »). Il fut nommé ainsi parce qu'à l'époque, un autre mode multijoueur était déjà disponible pour GTA 3, qui fusionnera plus tard avec GTA3:AM pour devenir Multi Theft Auto, abrégé ensuiteMTA.
La dernière version en date pour GTA 3 et Vice City est la version 0.5, qui est sortie en 2004. Cette version est sortie tardivement car le projet Multi Theft Auto: Blue, né quelques mois auparavant, promettait de révolutionner l'architecture du mod. En réalité, le projet Blue fut repoussé et fut adapté à San Andreas.
Ensuite, la team Multi Theft Auto a avancé un premier aperçu du projet Blue avec la version R 1.1.1 du Multi Theft Auto: San Andreas Mod Race pour San Andreas. À noter qu'il n'y a, selon Multi Theft Auto, pas de projet concret pour un retour sous GTA 3 ou Vice City pour le moment, la priorité restant la sortie d'un deathmatch pour San Andreas.
La version R1.0 de Multi Theft Auto: San Andreas a été disponible le 22 janvier 2006 à environ 23:10, mais l'attente des fans était si important, le mode étant sorti près de 7 mois après la sortie de San Andreas, que le site web de Multi Theft Auto fut temporairement inaccessible à cause d'un trop grand nombre de requêtes. La particularité de Multi Theft Auto: Blue est l'ouverture à plusieurs modes de jeux (cités plus haut); alors que seuls les modes Deathmatch (« Match à mort ») et Stunt étaient disponibles pour GTA 3 et Vice City. Les utilisateurs auront ensuite la possibilité de créer leurs propres modes de jeu. Mais le plus important est la création de leurs propres maps permettant ainsi de définir le tracé et d'utiliser des objets du jeu, de les déplacer et de les faire pivoter, de façon à concevoir ses propres courses.
La version actuelle de Multi Theft Auto: San Andreas est la 1.3.1, sortie le 2 septembre 2012.
L'éditeur de carte est vraiment amélioré et les maps créées sont de plus en plus belles. S'ajoutent à la création des outils pour faciliter le travail des mappeurs (personnes qui créent les maps), on peut alors citer RCG ou encore Looping Manager.
Aujourd'hui, on retrouve deux modes en ligne: Multi Theft Auto et San Andreas MultiPlayer. Les deux mods sont différents car il y a plus de possibilités d'exploitation du jeu originel sur le premier, en effet un développeur de Rockstar Games[Lequel ?] est venu en aide aux développeurs de Multi Theft Auto, alors que le second reste beaucoup plus utilisé mais plus fermé sur certaines fonctions (Mod du jeu, bind des touches, etc.) car le mod a été intégralement développé par un indépendant sans aide, Kalcor.
De plus, Multi Theft Auto est open source, ainsi le développement se fait beaucoup plus rapidement.

## Teams
Les Teams ont toujours existé sur ce jeu, il s'agit d'une équipe. Une équipe reprenant des joueurs qui côtoient le même serveur en portant devant leurs pseudonymes un même tag. En d'autres mots, une marque qui les rassemblent dans un même clan. Ces teams font parfois des « Clan Wars », il s'agit de guerre contre d'autres clans, d'autres serveurs. Au terme de ce combat dont les règles sont fixées par les deux parties, le vainqueur part avec les honneurs et bien souvent ne se prive pas d'afficher la victoire sur son site ou forum respectif.